# Niuginitrichia arakain
Niuginitrichia arakain är en nattsländeart som beskrevs av Wells 1990. Niuginitrichia arakain ingår i släktet Niuginitrichia och familjen smånattsländor. Inga underarter finns listade i Catalogue of Life.